# Galeopsis pubescens
Galeopsis pubescens là một loài thực vật có hoa trong họ Hoa môi. Loài này được Besser mô tả khoa học đầu tiên năm 1809.

## Hình ảnh

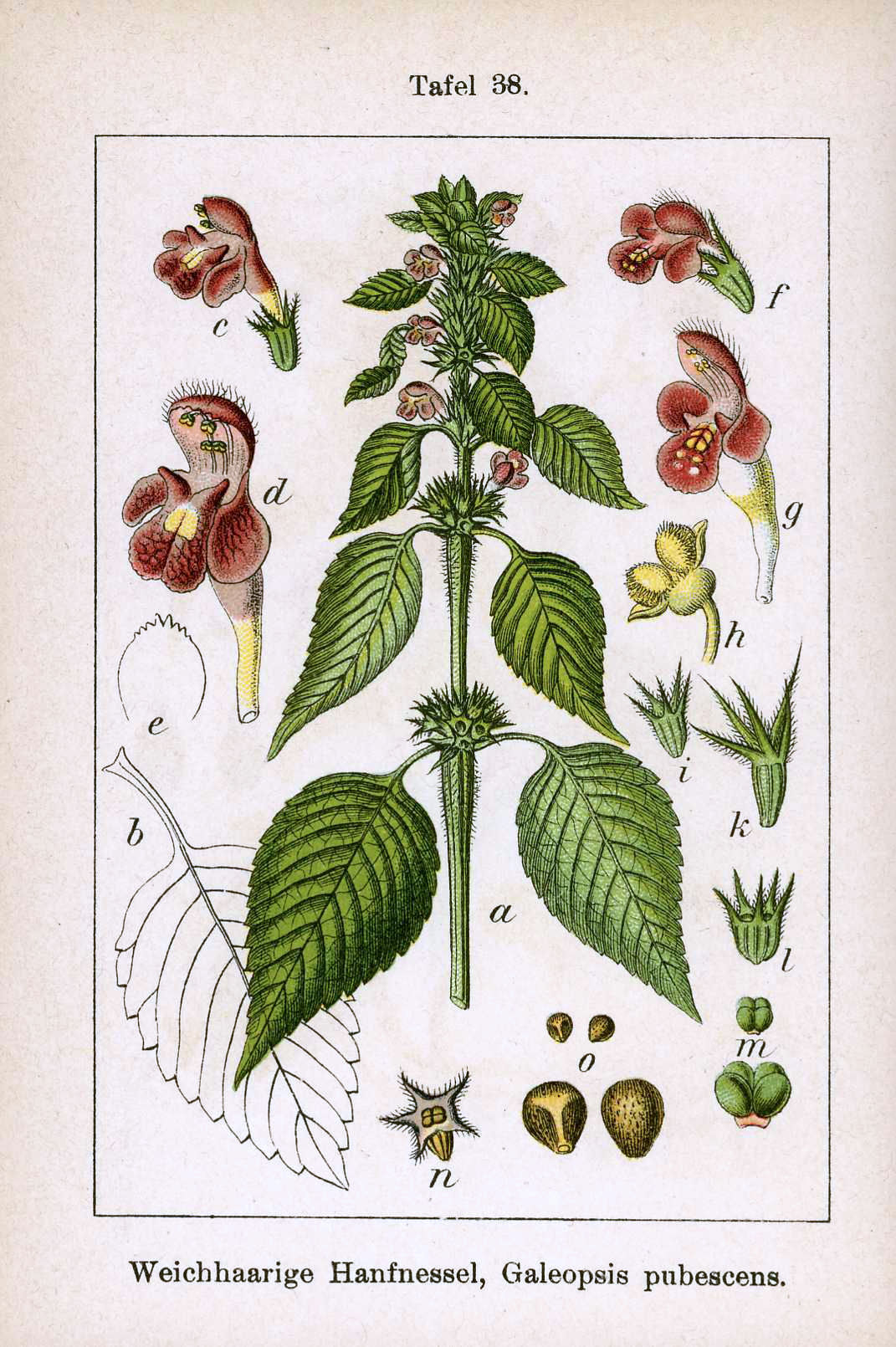
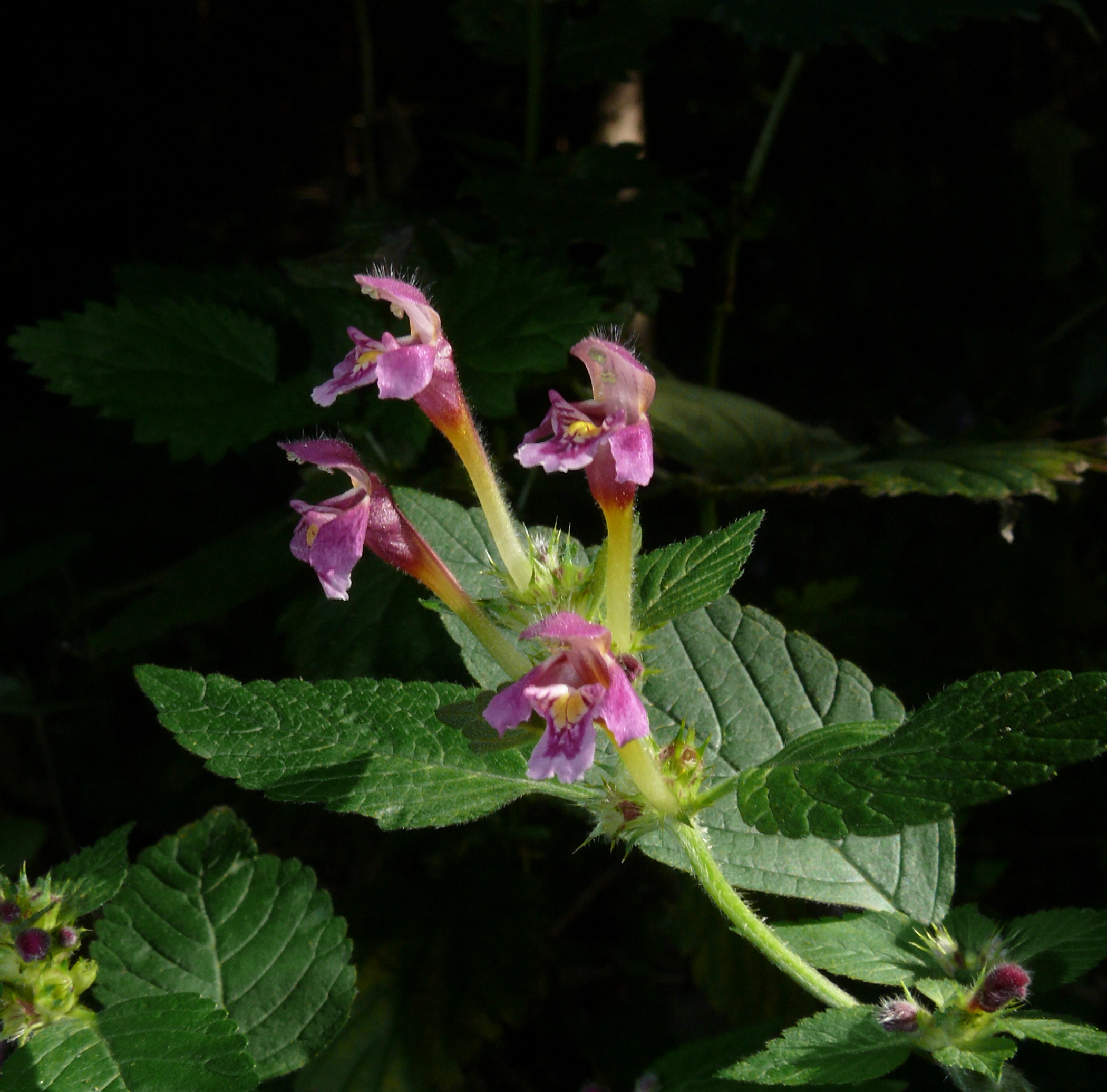
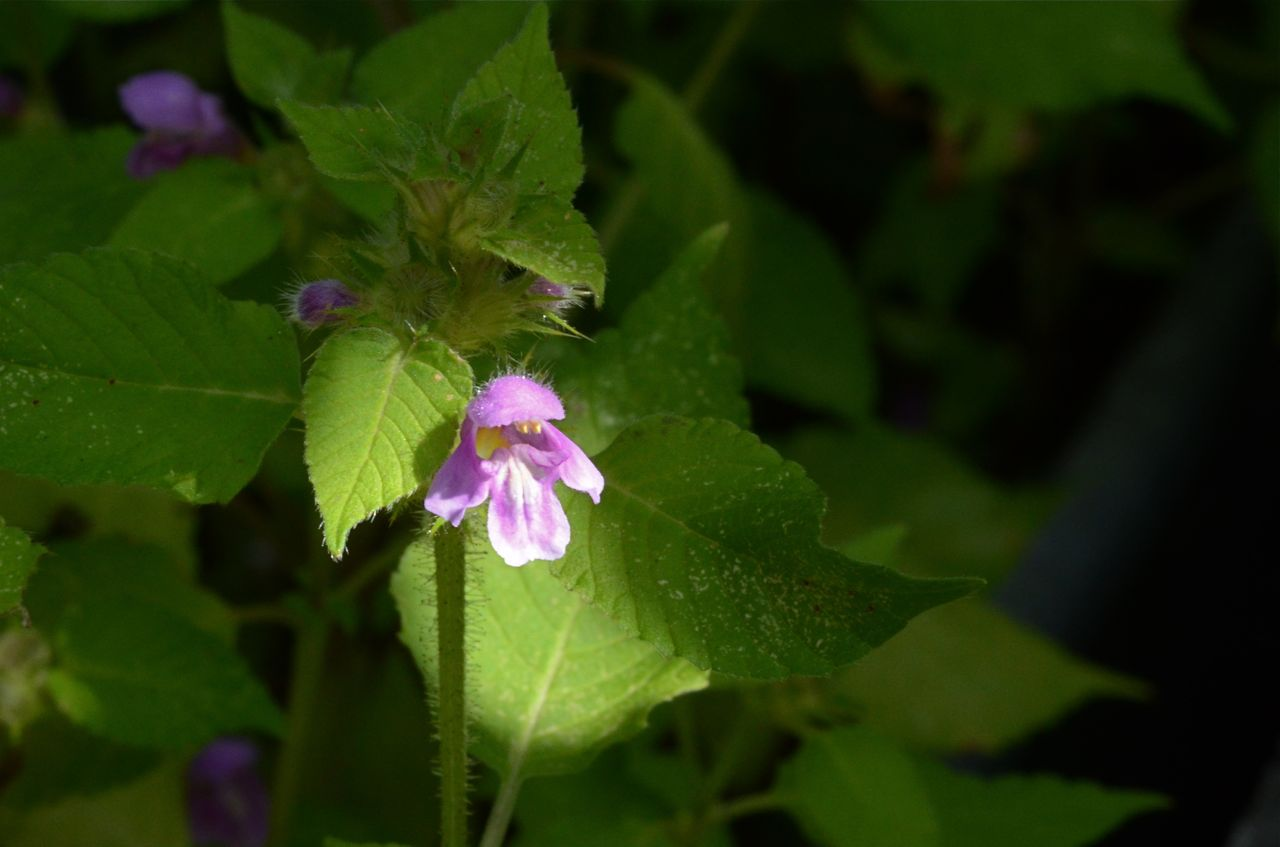
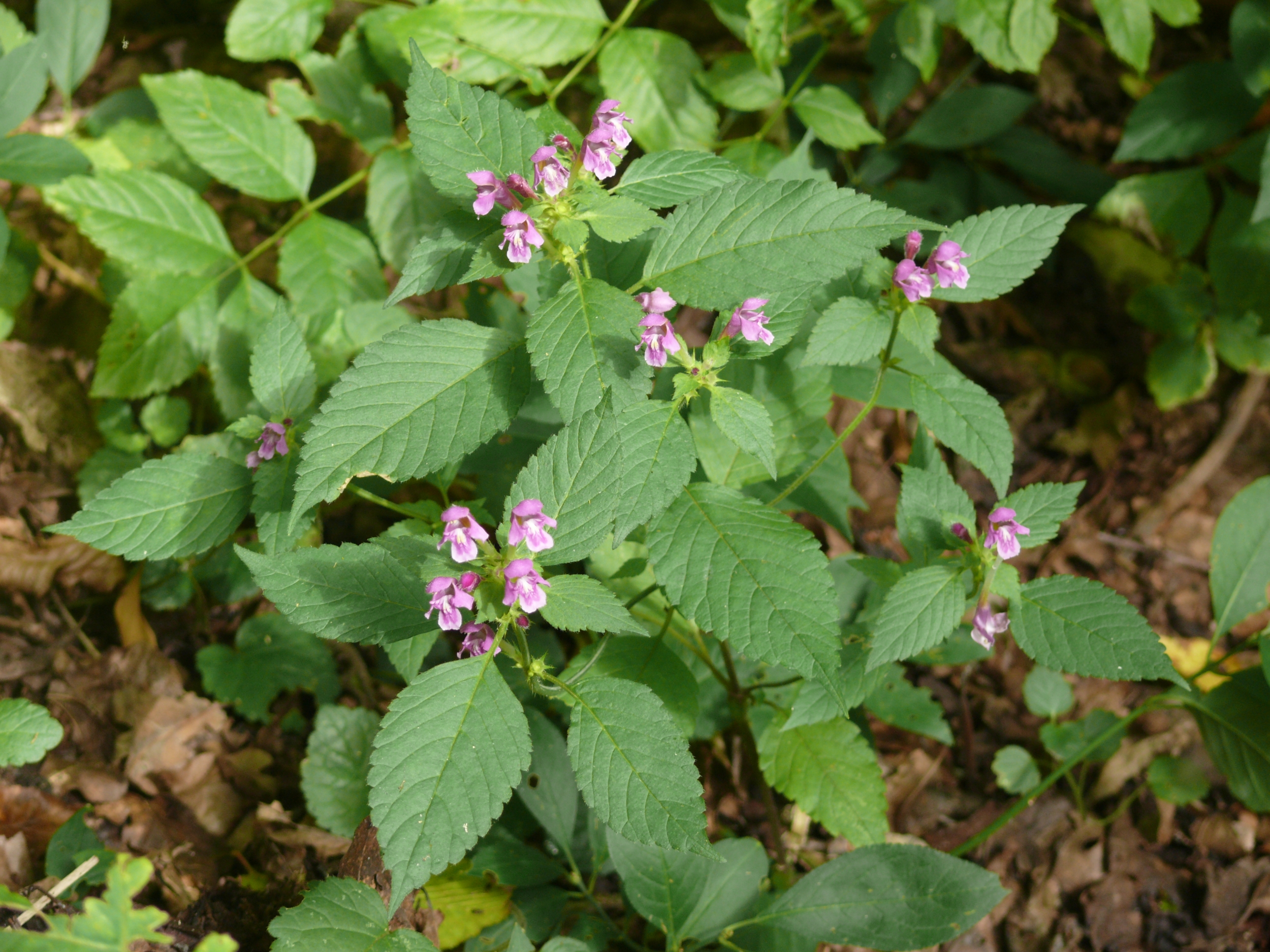